# John Davis (Bluesmusiker)
John Davis (* 7. Dezember 1913 in Hattiesburg, Mississippi; † 12. Oktober 1985 in Chicago, Illinois), auch bekannt als Blind John Davis, war ein US-amerikanischer Blues-Pianist und Sänger. 

## Kindheit und Jugend
Als Davis drei Jahre alt war, zog seine Familie aus dem Süden der USA nach Chicago. Während der Prohibition verdiente sein Vater Geld an illegalem Alkoholausschank.
Mit neun Jahren erblindete Davis an den Folgen einer Infektion – er war in einen rostigen Nagel getreten. Mit 14 lernte er in den Kneipen seines Vaters Klavier zu spielen. Er hatte einigen Erfolg in den Speakeasys in und um Chicago, unter anderem mit seinen Bands „Johnny Lee’s Music Masters“ und „Johnny Davis Rhythm Boys“.

## Studiomusiker und mehr
Um 1937 wurde Davis von Lester Melroses „Wabash Music Company“ als Hauspianist angestellt. Bis 1942 spielte er bei über 100 Aufnahmen Klavier, u. a. als Begleitung von Tampa Red, Merline Johnson, Lonnie Johnson, Big Bill Broonzy, Memphis Minnie, Doctor Clayton und Sonny Boy Williamson I. 1938 machte er Aufnahmen mit George Barnes, einem der ersten, die die elektrische Gitarre spielten.
Während des Zweiten Weltkrieges war Davis mit seiner Gruppe „Johnny Davis Rhythm Boys“ im Westen und mittleren Westen der Staaten auf Tour. Er gründete mit George Barnes (Gitarre) und Ransom Knowling (Kontrabass) das „John Davis Trio“, das 1949 und 1951 Aufnahmen machte, sich dann aber auflöste. Davis trat wieder solo in Chicago auf, gelegentlich zusammen mit Judge Riley (Schlagzeug).
1952 gehörten Davis und Big Bill Broonzy zu den ersten Blues-Musikern, die in Europa auftraten und Aufnahmen machten. Danach spielte Davis wieder in den Chicagoer Clubs und geriet außerhalb der Stadt weitestgehend in Vergessenheit.

## Schicksalsschlag und endgültige Wiederentdeckung
1955 brannte sein Haus ab und wenige Tage später starb seine Frau, mit der er seit 1938 verheiratet gewesen war. 1958 und 1959 wurde er für die Library of Congress aufgenommen. 1964 trat er beim Newport Folk Festival auf.
Ab 1973 war Davis regelmäßig in Europa unterwegs und trat vermehrt auf Festivals in Amerika auf. In den 1970ern kümmerte er sich um seinen Freund Tampa Red, der in einem Heim in Chicago lebte.
Blind John Davis starb 1985 in Chicago, wo er fast sein ganzes Leben verbracht hatte – er war auf dem Weg zum Flughafen, um zu einem Festival nach Texas zu reisen, als er, wahrscheinlich an einem Herzinfarkt, verstarb.

## Stil und Einflüsse
Davis war im Gegensatz zu vielen seiner Klavier spielenden Zeitgenossen wie Memphis Slim, Sunnyland Slim oder dem etwas älteren Roosevelt Sykes nicht im ländlichen Süden, sondern im urbanen Chicago sozialisiert worden. Diese Stadt hatte – ebenso wie New Orleans – eine sehr ausgeprägte Jazztradition. Diese Tradition wurde in Chicago – im Gegensatz zu New Orleans – auch sehr von weißen Musikern osteuropäischer und deutscher Herkunft beeinflusst. Ein gutes Beispiel für die gegenseitige Beeinflussung sind die Musiker John Davis und der in Russland geborene Art Hodes.  Wegen dieser Stilvielfalt war Davis dazu prädestiniert, die stilistisch unterschiedlichsten Bluesmusiker adäquat zu begleiten und sich auf diese binnen kurzer Zeit einstellen zu können. Möglicherweise verhinderte dieses Talent aber auch eine eigene erfolgreiche Plattenkarriere, da Davis von den Schallplattenfirmeninhabern als Sideman wertvoller eingeschätzt wurde als ein Solokünstler. In seinem Liveprogramm fanden sich neben Blues und Boogie Woogie auch Standards wie z. B. Bye bye blackbird oder Georgia.